# Budai zöld
A Budai zöld egy őshonos magyar fehérborszőlő fajta. A Kárpát-medencében alakult ki, nevét a budai szőlőkről kapta.

## Leírása
Régen közkedvelt fajta volt, de termőterülete  a főváros terjeszkedésével csökkent. A filoxéravész óta a Badacsonyi borvidéken termesztik. 1941-ben a badacsony–balatonfüred–csopaki borvidéken az új szőlők telepítéséhez és az ültetvények felújításához használták.
Vastag levélszövetű, gyapjas fonákú, levélszéle csipkés. Bőségesen terem, fürtje nagy, tömött, átlagosan 160 gramm; bogyói közepesen nagyok, kissé megnyúltak, zöldessárgák vagy zöldes fehérek, kissé pontozottak. Rothadásra hajlamos, fagyérzékeny fajta. Késői érésű, október második felében szüretelhető.
A kéknyelű beporzó fajtája – a két fajta bora is sok hasonlóságot mutat.
Bora kemény, de nem egysíkú, száraz, minőségi fehérbor és csak Badacsonyban ismert. Némi ízrokonságot mutat az ezerjóval.